# 표준사회과학모델
표준사회과학모델(영어: Standard Social Science Model), 줄여서 SSSM은 사회과학자들의 인간 정형에 대한 전통적 생각의 모음이다. 이와 다른 사회과학의 현대 관점을 IM이라고 부른다.

## 내용
1. 인간은 생물학의 법칙에서 벗어난다.
2. 인체의 진화는 목에서 멈춘다.
3. 인간의 본성은 빈 서판이다.
4. 인간의 행동은 거의 전적으로 환경과 사회화의 산물이다.

### 내용 항목들에 대한 세부 설명
1. 인간은 행동을 생물학적으로 설명할 수 없는 유일한 종족이어서 동물의 범주에서 벗어난다는 전제다.
2. 인간의 신체적 특징은 과거에 있던 진화를 거쳐 지금의 모습을 형성한 것이라고 보며 자연선택과 자웅선택 이론은 인간에게도 적용되는 것으로 인정한다. 하지만, 진화가 인간의 현 두뇌와 정신에는 영향을 미치지 않은 것으로 생각한다.
3. 개는 개의 본성을 타고났듯이 다른 동물들도 각자의 본성을 타고났다고 생각하는 건 동일하다. 그러나, 인간만은 예외로 타고난 본성이라는 것이 없다는 생각에 차이가 있다.
4. 인간은 사회화만을 통해 행동방식 및 성차가 결정된다고 생각한다.

## 발생 및 변천
해당 용어는 존 토비 (John Tooby) 와 레다 코스미데스 (Leda Cosmides )가 1992년 집필한《적응된 마음》에서 처음 소개됐다. 그 책의 저자들은 후에 SSSM이 시대에 뒤떨어졌고 사회과학을 위한 발달 모델은 진화론적 정보가 풍부한 자연의 모델을 필요로한다고 주장했다. Tooby와 Cosmides는 이 새로운 모델을 통합 모델 (IM, Intergrated Model)이라고 불렀다. 토비와 코스미데스는 다음처럼 SSSM과 IM을 비교했다.
| 표준사회과학모델                                     | 통합모델                                                                             |
| ---------------------------------------------------- | ------------------------------------------------------------------------------------ |
| 사람은 백지 상태로 태어난다.                         | 사람은 감정적, 동기부여적이고 인지적인 적응의 일괄성으로 태어난다.                   |
| 뇌는 컴퓨터이다.                                     | 뇌는 구성단위의 모임, 특정한 프로세서의 도메인이다.                                  |
| 문화/사회화 프로그램 행동                            | 행동은 진화된 심리적 기제와 문화적이고 환경적인 영향 간의 상호작용으로, 그 결과이다. |
| 문화에 따라 특성이 달라질 수 있다.                   | 문화 자체는 보편적인 인간 본성에 바탕을 두며 그것에 의해 제약을 받는다.              |
| 생물학은 행동을 이해하는데 상대적으로 중요하지 않다. | 본성과 양육 간의 상호작용을 분석하는 것은 행동을 이해하는데 중요하다.                |

## 같이 보기
- 생물심리사회모델
- 사바나 원칙